# Burschenschaft Arminia Marburg
Die Marburger Burschenschaft Arminia ist eine farbentragende, fakultativ schlagende Studentenverbindung, die 1996 mit sieben weiteren Burschenschaften die Neue Deutsche Burschenschaft gründete. Sie ist eine der mitgliedsstärksten Burschenschaften Deutschlands und wurde am 16. Juni 1860 von Theologiestudenten gegründet. Jeder männliche Student der Philipps-Universität Marburg und Justus-Liebig-Universität Gießen kann Mitglied werden.

## Couleur und Wahlspruch

Couleur der Arminia

Wie die meisten Studentenverbindungen trägt die Marburger Burschenschaft Arminia ein Band als Erkennungszeichen. Burschen tragen ein schwarz-rot-goldenes, Füchse ein schwarz-rotes Band, jeweils mit goldener Perkussion. Die Farbkombination war erst ab 1863 erlaubt, da sie vorher als staatsfeindliches Symbol gegen die Monarchie galt.
Ihr Wahlspruch lautet: Gott, Freiheit, Vaterland!

## Allgemeines

Zirkel der Arminia

Die Marburger Burschenschaft Arminia in der Neuen Deutschen Burschenschaft (NeueDB) ist Mitglied im Roten Verband. Die Burschenschaft ist eine fakultativ schlagende Verbindung, das heißt, dass jedes Mitglied das akademische Fechten zwar erlernen, aber keine Mensur schlagen muss. Mitglied kann jeder männliche Student der Philipps-Universität Marburg und der Justus-Liebig-Universität Gießen werden.
Zusammen mit der Burschenschaft Alemannia Marburg wurde im Jahre 2010 die Marburger Liberalen Burschenschaften (MaLiBu) gegründet. Mit diesem Bündnis wollen sich beide Burschenschaften von den Marburger Burschenschaften in der Deutschen Burschenschaft distanzieren und das Bewusstsein für freiheitliche Werte schärfen.

## Geschichte

### Gründungszeit
Am 16. Juni 1860 wurde die Arminia als Burschenschaft zu Marburg mit den Farben schwarz-rot-weiß und schwarzen Mützen gegründet. Die Verbindung war damit die erste Burschenschaft in Marburg. Unabhängig vom Einkommen oder Titel der Eltern sollte es jedem Studenten möglich sein, der Verbindung beizutreten. Die Gründer waren die Theologiestudenten Ludwig Theodor Alexander Bickell, Heinrich Hendorf, Karl Schmidt, Ferdinant Bösser, Karl Schmidmann, Ernst Gerland, Gottlieb Rhode und Albert Vilmar. Die Studentenverbindung nahm den Betrieb mit 22 Mitgliedern auf. Am 16. Februar 1863 änderte die Burschenschaft ihre Farben in schwarz-rot-gold in Anlehnung an die Urburschenschaft.
Im Jahre 1866 wurde die Bestimmungsmensur eingeführt, welche im Jahr 1970 wieder abgeschafft wurde.
Am 1. März 1874 wurde die Burschenschaft Alemannia Marburg gegründet. Bis heute gelten beide Verbindungen als liberale Burschenschaft in Marburg und gründeten im Jahr 2010 die Marburger Liberale Burschenschaften. Von der Gründung der Alemannia an bildeten die Burschenschaften Arminia und Alemannia über 20 Jahre lang gemeinsam den Deputierten-Convent als Gegengewicht zum SC der Corps, ehe im Wintersemester 1898/90 die ehemalige Landsmannschaft Germania (gestiftet 1868, Farben schwarz-weiß-rot) Burschenschaft wurde und der DC auf drei anwuchs.

### Kaiserreich
Am 1. Dezember 1890 wurde der Rote Verband gegründet. Dieser Verband ist ein Zusammenschluss arministischer Burschenschaften. Dieser Verband war die Keimzelle für die 1996 gegründete Neue Deutsche Burschenschaft.
Am 5. August 1893 beschloss man einstimmig, nachdem man ein Jahrzehnt debattiert hatte, die Abschaffung des Keuschheitsgrundsatzes für die Angehörigen der Aktivitas.

Die Arminia als Mitglied der Deutschen Burschenschaft (1915)

Im Rahmen des Ersten Weltkriegs gründete die Arminia den Akademischen Hilfsbund zur Unterstützung Verwundeter Kriegsteilnehmer, welcher später zur Blindenstudienanstalt in Marburg ausgebaut wurde. Heute hat Marburg einen internationalen Ruf in der Blindenforschung.

### Weimarer Republik
Mit anderen gleichgesinnten Burschenschaften gründete die Arminia am 10. Januar 1920 die Rote Richtung, ein Kartell innerhalb der Deutschen Burschenschaft.
Die Aktivitas der Arminia beteiligte sich im März 1920 im Nachgang des Kapp-Putsches im Rahmen des Studentenkorps Marburg an den Kämpfen mit aufständischen Arbeitern in Sachsen-Gotha. Die Marburger Burschenschaften Arminia, Alemannia und Germania bildeten die zweite Kompanie des ersten Bataillons des StuKoMa unter Bogislav von Selchow. Arminia stellte 60 Zeitfreiwillige.
14 Arminen beteiligten sich 1921 an der Abwehr des dritten polnischen Aufstandes in Oberschlesien. Dabei fiel am 24. Mai 1921 der Armine Paul Töllner bei Leschna.

### Nationalsozialistische Zeit
Am 27./28. Juni 1936 fand unter dem Druck der Nationalsozialisten die Auflösung der Burschenschaft Arminia statt. Der Verein alter Arminen, Altherrenverband des Bundes, beschloss die Beibehaltung des Verbindungshauses. Wie fast alle schlagenden Studentenverbindungen wurde die Aktivitas der Marburger Burschenschaft Arminia am 1. November 1937 durch eine Kameradschaft des NSD-Studentenbundes ersetzt, für die der Verein alter Arminen als Altkameradschaft im NS-Altherrenbund fungierte. Die Kameradschaft trug den Namen Kameradschaft Lützow.
Kurz vor Ende des Zweiten Weltkrieges wurde das Arminenhaus Teil der Universitätsklinik.

### Nachkriegszeit
Am 9. Juni 1950 wurden die ersten neuen Mitglieder der Burschenschaft Arminia Marburg rezipiert. Im Jahr 1951 wurde das Verbindungshaus von den Alliierten an die Arminia zurückgegeben. 1960 wurde das Haus zu einem Studentenwohnheim ausgebaut und unter Denkmalschutz gestellt.
Im Jahre 1970 schaffte die Marburger Burschenschaft Arminia die Bestimmungsmensur ab. Aus diesem Grund erfolgte der erste Rauswurf der Burschenschaft aus dem Dachverband Deutsche Burschenschaft. Die Verbindung einigte sich auf die Wiederaufnahme in den Dachverband, im Gegenzug konnten österreichische Burschenschaften Mitglieder der Deutschen Burschenschaft werden. Seit 1970 akzeptiert die Deutsche Burschenschaft damit Mitgliedsbünde ohne Bestimmungsmensur, aber kommt auch der Forderung der Burschenschaftlichen Gemeinschaft nach, österreichische Burschenschaften in ihrem Dachverband zu akzeptieren.

### Seit 1990
Im Jahr 1990 nahm die Burschenschaft Arminia erstmals Zivildienstleistende in die Verbindung auf, daraufhin erfolgte der zweite Ausschluss aus der Deutschen Burschenschaft. Die Arminia klagte gegen diesen Ausschluss und erhielt recht. Sie trat 1995 daraufhin selbst aus. Am 13. Januar 1996 gründete die Arminia mit sieben weiteren Burschenschaften den liberalen Dachverband Neue Deutsche Burschenschaft.
2002 veröffentlichte die Burschenschaft Arminia eine Marburger Erklärung, in der sie sich auf ihre Grundsätze berief und sich von extremistischen Vereinigungen und Parteien distanzierte.
Die Arminia war im Geschäftsjahr 2013/14 zum vierten Mal vorsitzende Burschenschaft der Neuen Deutschen Burschenschaft.

## Das Haus der Marburger Burschenschaft Arminia

Das alte Arminenhaus 1892-1909

Der alte Kneipsaal im ersten Haus der Arminia

Der Felsenkeller 1910 bis 1960

Nachdem die Marburger Burschenschaft Arminia sich zwölf Jahre lang in wechselnden Konstanten (also Wirtshäusern, in denen man sich regelmäßig zusammenfand) traf, erwarb sie am 15. Juli 1872 von den Wirtsleuten Broeger die als Felsenkeller bezeichnete Wirtschaft am Wehrdaer Weg als erstes eigenes Zuhause für ihre Mitglieder.

Der alte Broegesche Felsenkeller genügte unterdessen den Ansprüchen der Arminia nicht mehr. So war nicht nur das Problem des mangelnden Platzes drückend, sondern auch die Ausstattung des Hauses insgesamt. Fließendes Wasser kam aus der kleinen Quelle oberhalb des Hauses, die noch heute den Brunnen speisen soll. Geheizt wurde mit Holzöfen, beleuchtet mit Petroleumlampen, welche wenig Licht, aber viel Ruß erzeugten. Auch passten in den ursprünglichen Wirtsraum etwa an die dreißig Personen. Kurz gesagt hatte man mit vielen Widrigkeiten auf dem erst kurz zuvor gekauften Felsenkeller zu kämpfen. Außerdem hatten sich Begehrlichkeiten entwickelt, da etliche andere Verbindungen sich neue, den modernen Anforderungen gewachsene und explizit für Verbindungszwecke geeignete Häuser hatten bauen lassen, die zudem überaus repräsentativ waren, was natürlich wiederum der Gewinnung neuer Mitglieder sehr zuträglich war. In den Semesterferien 1889 hatte man – zum großen Teil durch Spenden einzelner Mitglieder – Haus und Garten in einen erträglichen Zustand versetzt. Dennoch wurde der Wunsch nach einer völligen Neugestaltung des Kneipsaales immer dringlicher und zum dreißigsten Stiftungsfest beschloss man einen Saalanbau. Nachdem im Jahre 1885 ein (wenn auch bescheidener) Altherrenbeitrag eingeführt wurde, verfügte man immerhin auch über einige wenige Mittel, welche jedoch bei weitem nicht ausreichend für den Anbau waren, der trotz der ungewissen Finanzierungslage im Wintersemester 1891/92 zu bauen begonnen wurde. Im folgenden Semester zum Stiftungsfest wurde dieser Saalanbau feierlich eingeweiht. Doch stieg die Zahl der Arminen so stark, dass spätestens seit 1905 auch dieser Anbau den Platzanforderungen selbst bei nicht so gut besuchten Veranstaltungen nur schwerlich genügte. Seit dem Wintersemester 1905/06 wurde auch eine Exkneipe in Cölbe oft und gerne besucht, wo man sich in der Sanderschen Wirtschaft am Bahnhof ein kleines Zimmer zu diesem Zwecke einrichtete. Erst April 1909 einigte sich der Bauausschuss der Altherrenschaft auf einen Entwurf des Architekten Dauber, der Mitte Mai zur polizeilichen Genehmigung eingereicht wurde. 

Der Felsenkeller ab 1960

## Bekannte Mitglieder
- Friedrich Ackmann (1903–1972), Landrat in den Landkreisen Flatow und Zempelburg (NSDAP)
- Hugo Appelius (1855–1907), Jurist
- Friedrich Bachmann (1884–1961), Verwaltungsjurist
- Ulrich Balfanz (1887–1954), Jurist, Bürgermeister von Wilhelmshaven (NSDAP)
- Dirk Bamberger (* 1972), Bankkaufmann, Mitglied des Hessischen Landtages (CDU)
- Ludwig Bickell (1838–1901), Jurist, Fotograf, Denkmalpfleger und Museumsgründer
- Hans Werner Bracht (1927–2005), Jurist und Politiker
- Rudolf Brandsch (1880–1953), siebenbürgisch-sächsischer Politiker in Rumänien
- Reinhard Braun (1902–1981), Augenarzt und Hochschullehrer
- Rudolf Breitscheid (1874–1944), Politiker (SPD), Austritt 1920
- Goslar Carstens (1894–1978), Rechtsanwalt, Heimatkundler, Bürgermeister von Husum
- Oswald Collmann (1845–1912), Bibliothekar, Lehrer, Philologe und Historiker
- Wilhelm Comberg (1885–1958), Augenarzt und Hochschullehrer
- Walther Dobbelmann (1874–1956), Bürgermeister von Stolberg
- Fritz Dörffler (1888–1945), Jurist
- Otto Erler (1872–1943), Dramatiker
- Theobald Fischer (1846–1910), Geograph und Hochschullehrer (Ehrenmitglied)
- Rudolf Francke (1862–1953), ev. Theologe und Mitglied des Provinziallandtages Hessen-Nassau (DNVP)
- Horst Frerking (* 1934), Veterinärmediziner
- Ernst Gerland (1838–1910), Physiker, Hochschullehrer und Physikhistoriker
- Georg Gerland (1833–1919), Geograph und Geophysiker
- Roderich Gooß (1879–1951), deutsch-österreichischer Historiker und Diplomat
- Otto Hartwig (1830–1903), Bibliothekar und Geschichtsforscher
- Albrecht Hase (1882–1962), Chemiker, Entomologe und Parasitologe
- Karl Haselbacher (1904–1940), SS-Obersturmbannführer, Gestapobeamter
- Georg Heer (1860–1945), Jurist und Studentenhistoriker
- Kurt Heißmeyer (1905–1967), Arzt im Konzentrationslager Neuengamme (2001 posthum ausgeschlossen)
- Georg zur Hellen (1886–1954), Oberbürgermeister von Remscheid
- Wilhelm Henke (1834–1896), Mediziner und Anatomie-Professor an der Universität Tübingen
- Erwin Hölzerkopf (1873–1949), Erster Bürgermeister von Iserlohn und Mitglied des Provinziallandtages von Westfalen
- Erich Hüttenhain (1905–1990), Kryptologe, Abteilungsleiter der Chiffrierungsabteilung des Oberkommandos der Wehrmacht
- Friedrich Hufnagel (1840–1916), ev. Theologe
- Wilhelm Hufnagel (1848–1924), Arzt, Geheimer Sanitätsrat und Mitbegründer der Kinderheilanstalt Bad Orb
- Otto Hugo (1878–1942), Mitbegründer der deutschen Volkspartei (DVP)
- Gustav Hüpeden (1850–1937), Gymnasialprofessor und Mitglied des Deutschen Reichstags
- Felix Klingemann (1863–1944), Chemiker
- Karl Klingemann (1859–1946), Theologe und Pfarrer, Generalsuperintendent der Rheinprovinz
- Franz Kroppenstedt (1931–2022), Jurist, Präsident des Statistischen Bundesamtes, Staatssekretär (CDU)
- Siegmund Kunisch (1900–1978), Politiker (NSDAP)
- Otto Liebetrau (1855–1928), Rechtsanwalt und Oberbürgermeister der Stadt Gotha
- Georg Lindemann (1885–1961), sozialdemokratischer Kommunalbeamter in Hannover, Jurist, Stadtrat, Bürgermeister und Stadtdirektor
- Edward Lohmeyer (1847–1927), Germanist und Bibliothekar
- Heinrich Lübben (1883–1931), Zoodirektor
- Georg Matthies (1887–1914), Klassischer Archäologe
- Ernst Melsheimer (1897–1960), Jurist
- Erich Pfalzgraf (1879–1937), evangelischer Theologe und Prediger
- Wilhelm Pfeffer (1845–1920), Botaniker und Pflanzenphysiologe
- Karl Pfeiffer (1865–1933), Erster Beigeordneter (Bürgermeister) von Elberfeld
- Fritz Rose (1855–1922), Kolonialbeamter in Deutsch-Neuguinea
- Otto Ruppersberg (1877–1951), Archivdirektor
- Ernst Salge (1882–1949), Oberbürgermeister von Tilsit
- Heinrich Seelheim (1884–1964), Konsul in Winnipeg, Kanada und Generalkonsul in Yokohama, Japan
- Wilhelm Spickernagel (1890–1928), Journalist, Schriftsteller und Politiker (DVP, NLP), Abgeordneter im Preußischen Landtag
- Friedrich Wigand (1887–1966), Politiker (DVP), MdL Preußen
- Kurt Wissemann (1893–1917), Jagdflieger im Ersten Weltkrieg
- Louis Wolff (1846–1919), Schriftsteller

Mitgliederverzeichnis:
- Willy Nolte (Hrsg.): Burschenschafter-Stammrolle. Verzeichnis der Mitglieder der Deutschen Burschenschaft nach dem Stande vom Sommer-Semester 1934. Berlin 1934. S. 1072–1073.